# Hot Shit!
Hot Shit! — шестой студийный альбом американской инди-рок группы Quasi из Портленда (штат Орегон). Он был выпущен 9 сентября 2003 года на лейбле Touch and Go Records. В Европе альбом был выпущен лейблом Domino Records. В группе играют бывшие супруги Сэмуель Кумс (вокал, гитара, клавишные, бас) и Джанет Вайсс (вокал и ударные, из группы Sleater-Kinney).

## Отзывы
| Совокупная оценка | Совокупная оценка |
| Источник          | Оценка            |
| ----------------- | ----------------- |
| Metacritic        | 78/100            |
| Оценки критиков   |                   |
| Источник          | Оценка            |
| Allmusic          | [ 3 ]             |
| Spin Magazine     | 7/10              |
| Pitchfork Media   | 5.2/10            |
| No Ripcord        | 6/10              |

Альбом получил положительные отзывы музыкальных критиков. МакКензи Уилсон из AllMusic отметил, что «Quasi снова не стесняются своей собственной социальной критики с очередным набором инди-роковых забав. Hot Shit — это „мыльница“ Quasi для высмеивания действий после 11 сентября, в основном нелиберальных лидеров США. 11-песенный сет гораздо более организован; пышная кинематографичность, присущая последнему альбому, сменилась редкой лиственной атмосферой, и именно это делает тему Hot Shit такой важной. Кумес довольно сильно поносит правых правителей Америки (Джона Эшкрофта, Дональда Рамсфелда, Дика Чейни, Колина Пауэлла) и при этом называет Тони Блэра продажным. Грубое чувство юмора Quasi в полной силе, но на протяжении всей своей остроумной критики Quasi являются изобретательными авторами песен и осознают свой любопытный стиль инди-рока. Hot Shit делают это снова и делают это лучше!».

## Список композиций
| №   | Название                | Длительность |
| --- | ----------------------- | ------------ |
| 1.  | «Hot Shit»              | 4:31         |
| 2.  | «Seven Years Gone»      | 4:40         |
| 3.  | «Good Time Rock N Roll» | 2:34         |
| 4.  | «Master & Dog»          | 4:11         |
| 5.  | «Drunken Tears»         | 3:23         |
| 6.  | «Sunshine Sounds»       | 7:10         |
| 7.  | «Mama Tried»            | 3:41         |
| 8.  | «No One»                | 5:07         |
| 9.  | «White Devil's Dream»   | 3:00         |
| 10. | «Good Times»            | 3:47         |
| 11. | «Lullaby, Pt. 2»        | 2:04         |

## «Live Shit», бонусный CD
Этот диск был включен в ранние копии американского релиза Touch and Go Records, а также во все копии европейского лейбла Domino Recording Company.
| №   | Название                        | Длительность |
| --- | ------------------------------- | ------------ |
| 1.  | «Intro»                         | 3:18         |
| 2.  | «When I'm Dead»                 | 1:55         |
| 3.  | «Seal the Deal»                 | 4:05         |
| 4.  | «Goblins & Trolls»              | 2:56         |
| 5.  | «Mama Tried»                    | 3:27         |
| 6.  | «I Never Want to See You Again» | 3:43         |
| 7.  | «Genetic Science»               | 3:21         |
| 8.  | «Under a Cloud»                 | 2:30         |
| 9.  | «A Case of No Way Out»          | 5:10         |
| 10. | «Our Happiness Is Guaranteed»   | 3:15         |
| 11. | «Master & Dog»                  | 3:33         |
| 12. | «Nothing from Nothing»          | 3:10         |
| 13. | «Good Time Rock N Roll»         | 2:25         |
| 14. | «Sea Shanty»                    | 4:41         |
| 15. | «Sword of God»                  | 4:41         |
| 16. | «Birds»                         | 2:59         |
| 17. | «It's Raining»                  | 3:00         |
| 18. | «I Give Up»                     | 2:59         |
| 19. | «No One»                        | 4:27         |